# 어게인스트 더 커렌트
어게인스트 더 커렌트(Against The Current, 약칭: ATC)는 미국 뉴욕 포킵시에서 결성한 밴드로, 영 하드록 장르를 중심으로 활동한다. 유튜브에서 알렉스 구트와 함께 커버한 작품들로 1200만 조회 수를 달성하면서 이름을 널리 알렸다. 또한 첫 번째 싱글 "Thinking"을 발매함과 동시에 2012년 7월에 EP로써 데뷔하였다. EP Infinity 발표 이전에 멤버 둘이 탈퇴해 현재는 3인조로 활동한다. 2016년 5월 20일, 데뷔 앨범 In Our Bones를 발매했다.

## 구성원

### 현재 구성원
- 크리시 코스탄자(Chrissy Costanza) - 리드 보컬
- 댄 고우 (Dan Gow) - 기타, 코러스
- 윌 페리 (Will Ferri) - 드럼, 코러스

### 과거 구성원
- 제레미 롬팔라 (Jeremy Rompala, 2011년 ~ 2014년) - 기타, 피아노

## 음반 목록
- In Our Bones (2016)
- Legends never die (2018)